# 里蒂烏爾馬斯卡山
14°38′45″S 69°17′15″W / 14.64583°S 69.28750°W
里蒂烏爾馬斯卡山（Riti Urmasca），是秘魯的山峰，位於該國東南部普諾大區的聖安東尼奧德普蒂納省，處於里蒂帕塔山東南面和喬皮奧爾科山西南面，屬於安第斯山脈中阿波洛班巴山脈的一部分，海拔高度約5,200米。